# 1964年東京オリンピックのチュニジア選手団
1964年東京オリンピックのチュニジア選手団（1964ねんとうきょうオリンピックのチュニジアせんしゅだん）は、1964年10月10日から10月24日にかけて日本の首都東京で開催された1964年東京オリンピックのチュニジア選手団、およびその競技結果。

## 概要
今大会は銀メダル1個、銅メダル1個の合計2個のメダルを獲得した。

## メダル
| メダル | 選手名               | 競技 | 種目       |
| ------ | -------------------- | ---- | ---------- |
| 銀     | モハメド・ガムーディ | 陸上 | 男子10000m |